# NGC 504
NGC 504 je galaksija u zviježđu Ribe.

## Vanjske poveznice
- SEDS: NGC 0504